# ديفيد إلدريد هولت
ديفيد إلدريد هولت (بالإنجليزية: David Eldred Holt)‏ هو كاهن وكاتب وجندي أمريكي، ولد في 27 نوفمبر 1843 في مقاطعة ويلكنسون في الولايات المتحدة، وتوفي في 5 نوفمبر 1925.